# Information Security Oversight Office
L'Information Security Oversight Office (ISOO) relève du président des États-Unis pour les politiques et la surveillance s'appliquant à l'ensemble du système de classification gouvernemental. Il est aussi responsable du National Industrial Security Program.
L'ISOO fait partie du National Archives and Records Administration (NARA). Le National Security Council (NSC) le conseille sur les politiques et les programmes.